# Siteroptes portatus
Siteroptes portatus är en spindeldjursart som beskrevs av Martin 1978. Siteroptes portatus ingår i släktet Siteroptes och familjen Siteroptidae. Inga underarter finns listade i Catalogue of Life.